# Amphianthus minutus
Amphianthus minutus är en havsanemonart som först beskrevs av Hertwig 1882.  Amphianthus minutus ingår i släktet Amphianthus och familjen Hormathiidae. Inga underarter finns listade i Catalogue of Life.